# Henri Manguin
Pour les articles homonymes, voir Manguin.

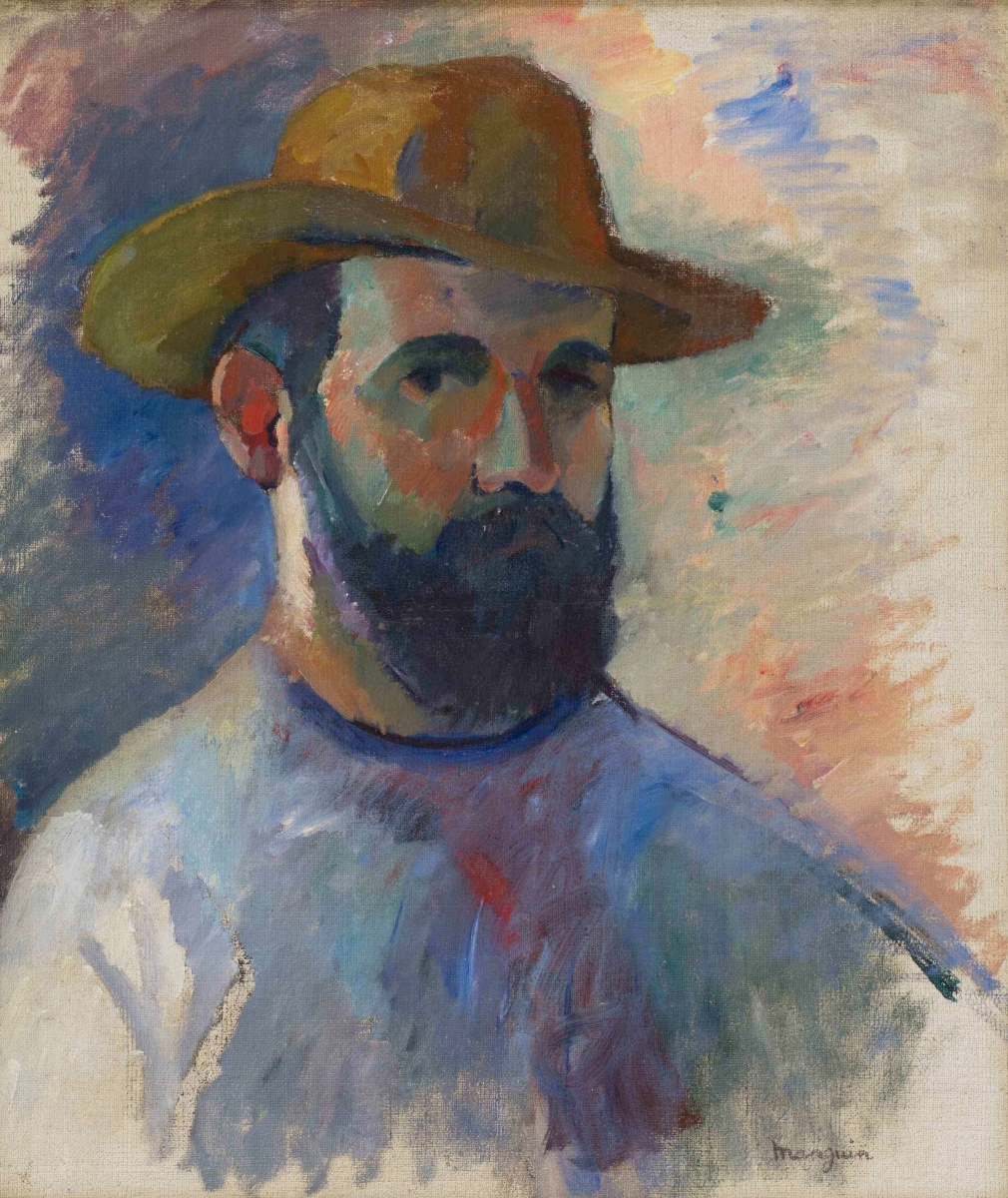
Autoportrait, 1905.

Henri Charles Manguin est un peintre et graveur français né à Paris le 23 mars 1874 et mort à Gassin le 25 septembre 1949.
Il est l'un des principaux représentants du fauvisme français en 1905.

## Biographie
En 1889, Henri Manguin abandonne ses études au lycée Condorcet à Paris pour se consacrer à la peinture. En 1894, il fréquente l'atelier de Gustave Moreau à l'École des beaux-arts de Paris, où il se lie d'amitié avec Albert Marquet, Henri Matisse, Jean Puy, Albert Huyot, et Georges Rouault.
En 1899, il épouse Jeanne Carette qui sera, à quelques exceptions près, son unique modèle, et avec qui il a eu trois enfants. Il expose à la galerie B.Weill et en 1897 au Salon de la Société nationale des beaux-arts. En 1902, il participe pour la première fois au Salon des indépendants.
En 1904, Manguin découvre Saint-Tropez et se lie avec Paul Signac. Il expose au Salon d'automne et en devient membre. Ambroise Vollard lui achète 150 tableaux. Lors d'une exposition particulière à la galerie Druet en 1906, Manguin se lie avec Henri-Edmond Cross. Il voyage en Italie et expose à Zurich et Bucarest.
En 1909, il s'installe à Neuilly-sur-Seine et participe à une exposition de groupe en Russie. Il séjourne à Honfleur chez Félix Vallotton, où il rencontre des collectionneurs suisses, les Hahnloser. Il se fixe l'été à Sanary-sur-Mer, où il voit souvent Henri Lebasque, et expose à Berlin. En 1913, il fait partie des artistes français exposés aux États-Unis, dont l'Armory Show, et à la Biennale de Venise[Quand ?].
Il habite à Lausanne pendant la Première Guerre mondiale. En 1924, il participe au projet du futur musée de l'Annonciade à Saint-Tropez. Il expose à la galerie Bing en 1927. En 1938, la galerie Druet ferme, son fils rachète les invendus : Manguin en détruit huit, puis expose dans le monde entier. Il loue un atelier à Avignon en 1942.
Henri Manguin meurt dans sa maison de l'Oustalet à Gassin le 25 septembre 1949.
Le Salon[Lequel ?] organise une rétrospective posthume de ses œuvres en 1950.

## Œuvre

### Gravure
Manguin a produit des eaux-fortes, des pointes sèches et des lithographies. Ses premiers essais gravés remontent aux années 1900 et représentent sa famille. En juin 1930, il produit une série destinée au Nouvel Essor, figurant également ses proches, ainsi que des marines inspirées de Saint-Tropez. Ces pointes sèches et eaux-fortes sont tirées par le neveu de Pierre Bonnard. En 1954, Charles Terrasse (1893-1983) préface un nouveau recueil de gravures édité par Manuel Bruker, tiré seulement à 200 exemplaires.

### Collections publiques
En Allemagne
- Bielefeld, Kunsthalle : Jeanne à L'ombrelle, Cavalière, 1906, huile sur toile, 61 × 50 cm.

En Espagne
- Madrid, musée Thyssen-Bornemisza : Les Images, 1905, huile sur toile.

En France
- Bordeaux, Musée des Beaux-Arts : Nature morte aux orsins et à l'anguille, 1925, huile sur toile, 60,5 × 73,5 cm[6]
- Martigues, musée Ziem : Fenêtre sur le vieux port, Marseille, vers 1924-1925, huile sur toile, 81 × 65 cm.
- Nancy, musée des beaux-arts : Cassis, l'allée de Villecroze, 1913, huile sur toile, 100 × 81,5 cm ;
- Paris, 
  - Musée d'Orsay : L'Infante Marie-Thérèse, huile sur toile, 73 × 61 cm[7] ;
  - Musée d'Art moderne : 
    - Bocal de cerises, 1937, huile sur toile, 60 × 73 cm[8] ;
    - La Murène, 1925, huile sur toile, 60,5 × 73,5 cm[9] ;
- Saint-Tropez, musée de l'Annonciade :
  - Vue du golfe de Saint-Tropez, 1925, huile sur toile, 44 × 81,5 cm[10]
  - Nu assis ou le repos du modèle, 1907, huile sur toile, 92 × 73,5 cm[11]
  - Baigneuse à Cavalière, 1906, huile sur toile, 41 × 33 cm[12] ;
  - La Gitane à l'atelier, 1906, huile sur toile, 46,3 × 55 cm[13] ;
  - Mimosas et anémones, 1935, huile sur carton, 34,7 × 26,7 cm[14]
- Toulouse, 
  - musée des Augustins : Fruits et moustiers, 1907, huile sur toile, 73 × 61 cm[15].
  - Fondation Bemberg : Le golfe, 1905, huile sur toile,
- Roanne
  - Autoportrait, 1930, Musée des Beaux-Arts et d'Archéologie Joseph-Déchelette

- Grenoble :
  - La Baigneuse, 1906, musée de Grenoble

Au Royaume-Uni
- Londres, Courtauld : La Sieste, 1905, huile sur toile, 50 × 61 cm.

En Suisse:
- Genève, Petit Palais : La Baie de Villefranche, 1913, huile sur toile.
- Winterthur, Villa Flora : La Sieste, 1905, huile sur toile, 89 × 117 cm.
- Berne, musée d'art, La sieste ou le rocking chair, 1905, huile sur toile
- Berne, musée d'art, le thé à la Flora,1912, huile sur toile
- Berne, musée d'art, Nature morte ou bronze japonais ou Nature morte au dragon, 1910, huile sur toile

## Galerie

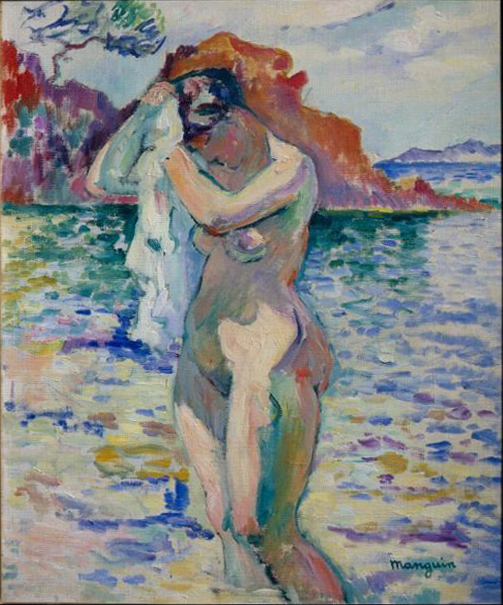
Baigneuse (Woman Bather), 1906, huile sur toile, Musée Pouchkine, Moscou
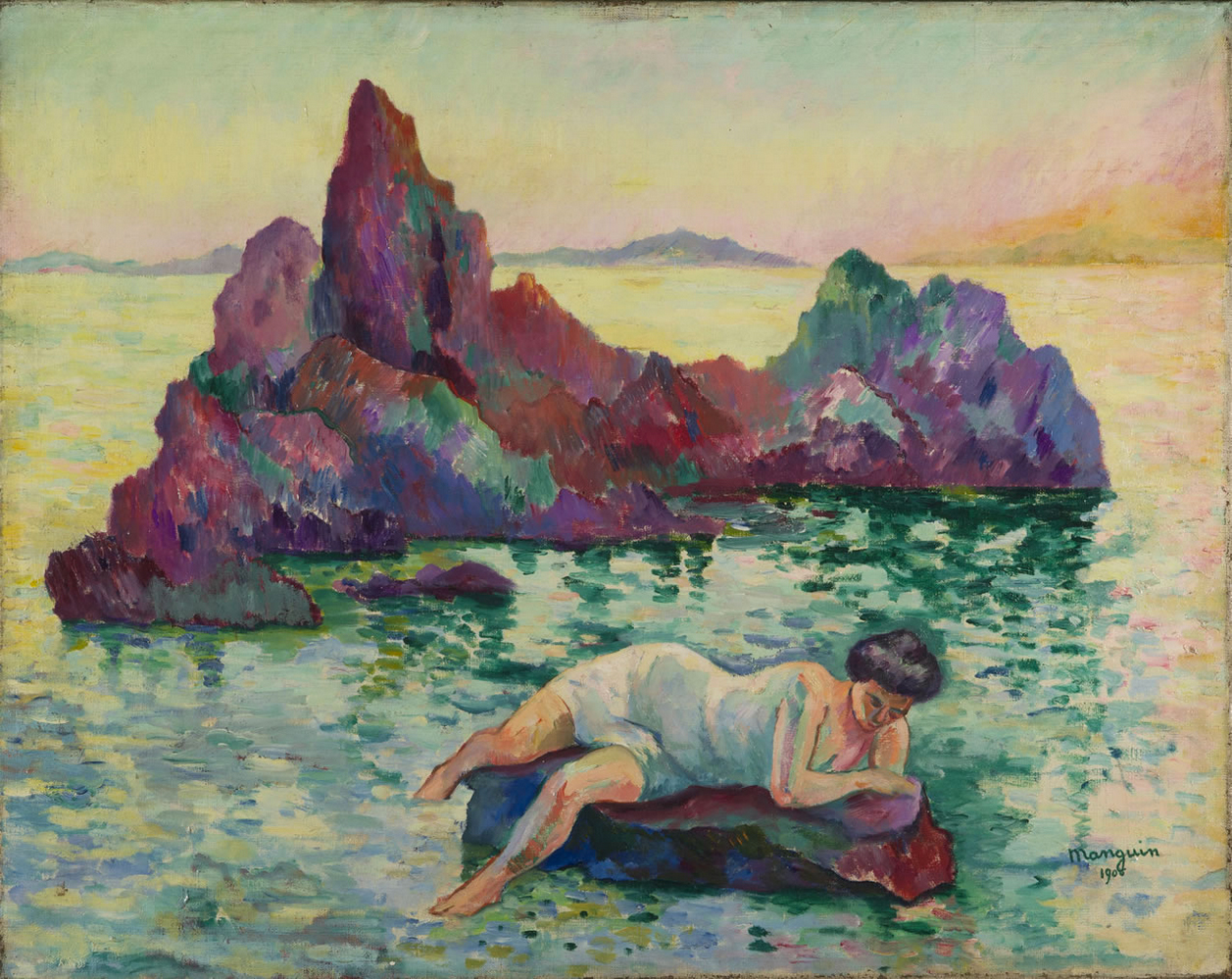
Le Rocher (La Naïade, Cavalière), 1906, huile sur toile, 71 × 89 cm, Collection privée
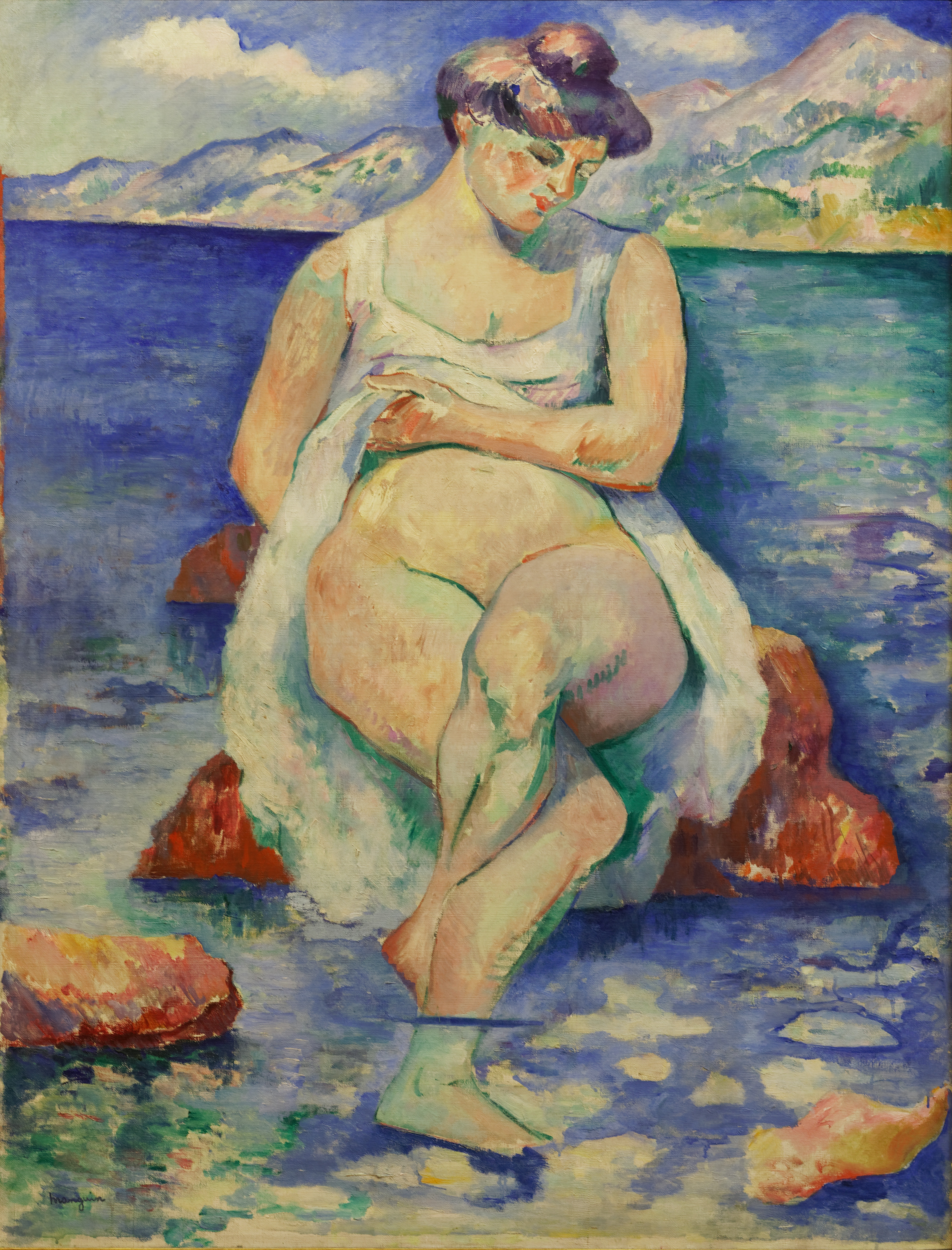
La Baigneuse, 1906, huile sur toile, 116,5 × 89,5 cm, Musée de Grenoble, Grenoble
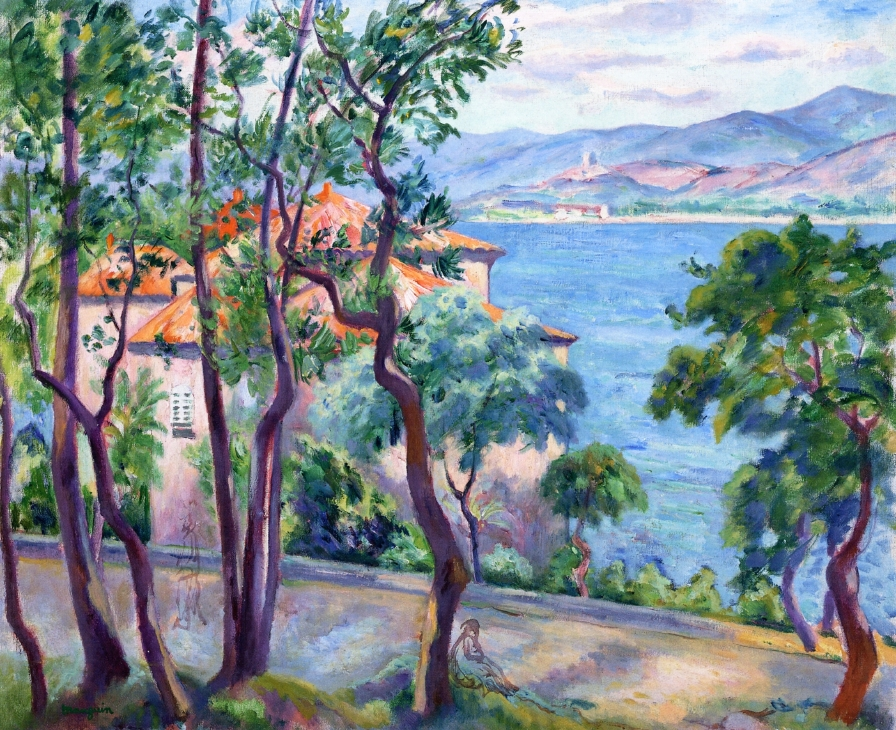
Above the Oustalet (View over Grimaud), 1920, huile sur toile, 65 × 81 cm, Collection privée
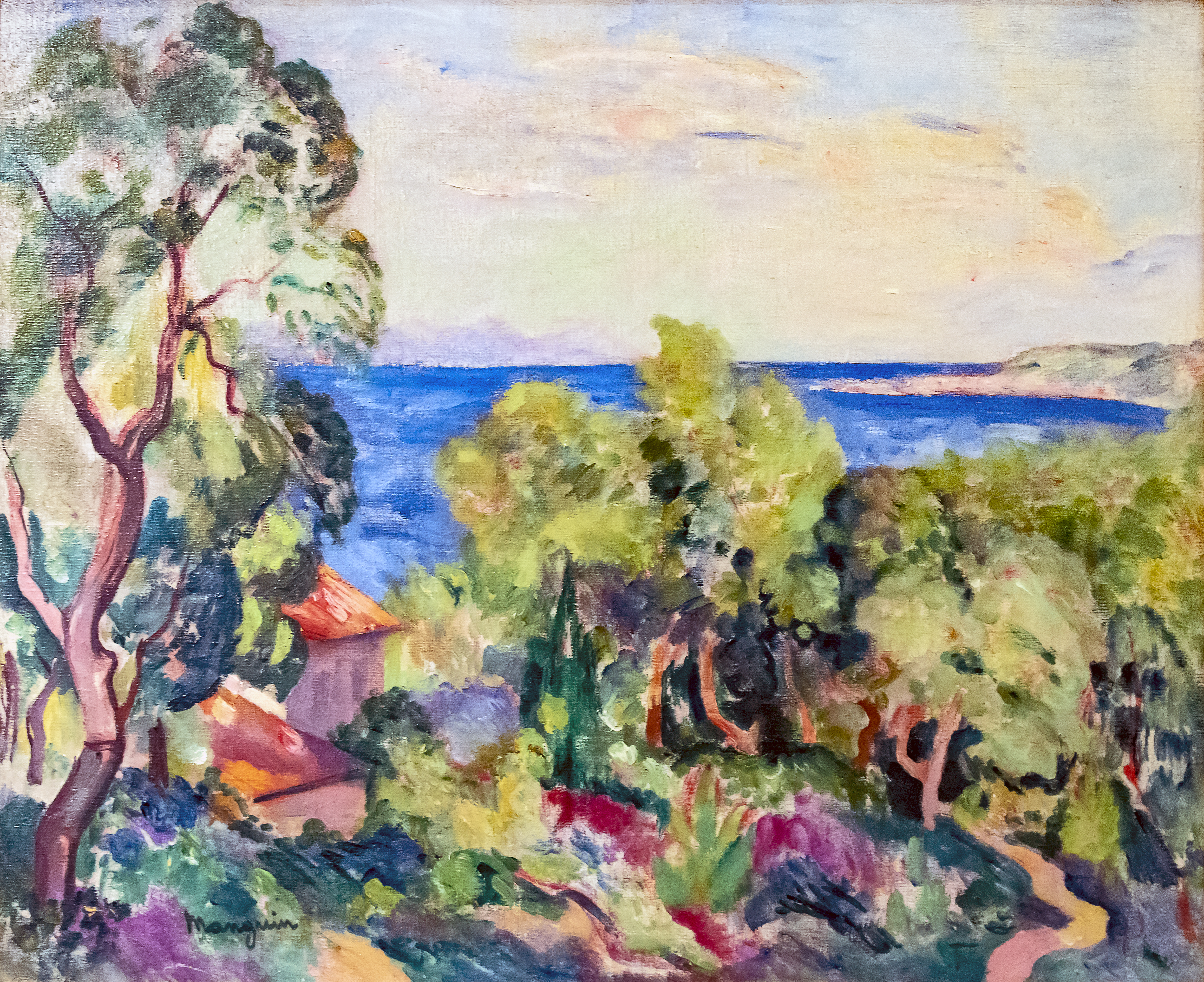
Le Golfe, Fondation Bemberg, Toulouse
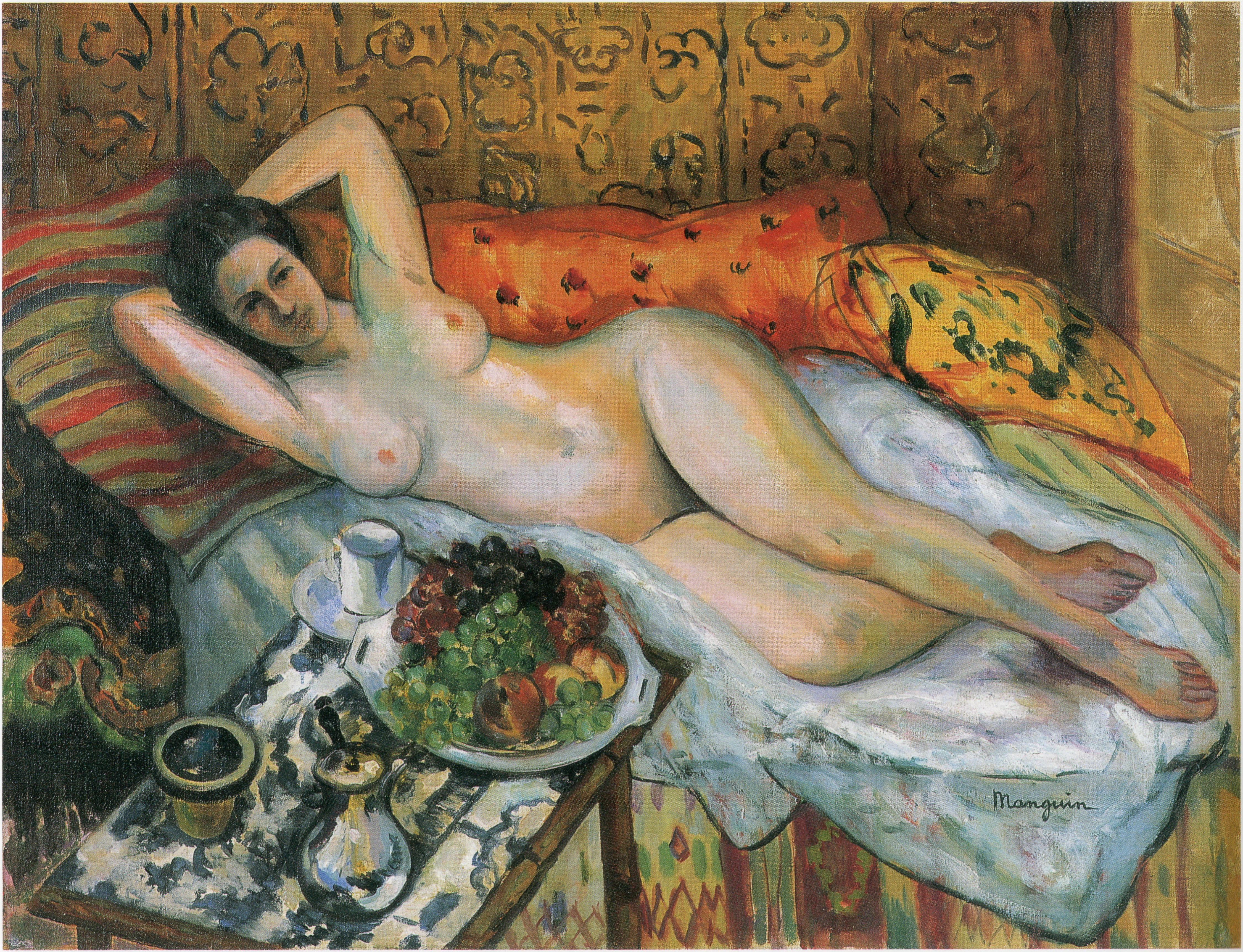
Nu, 1922, Ōita Prefectural Art Museum (en)
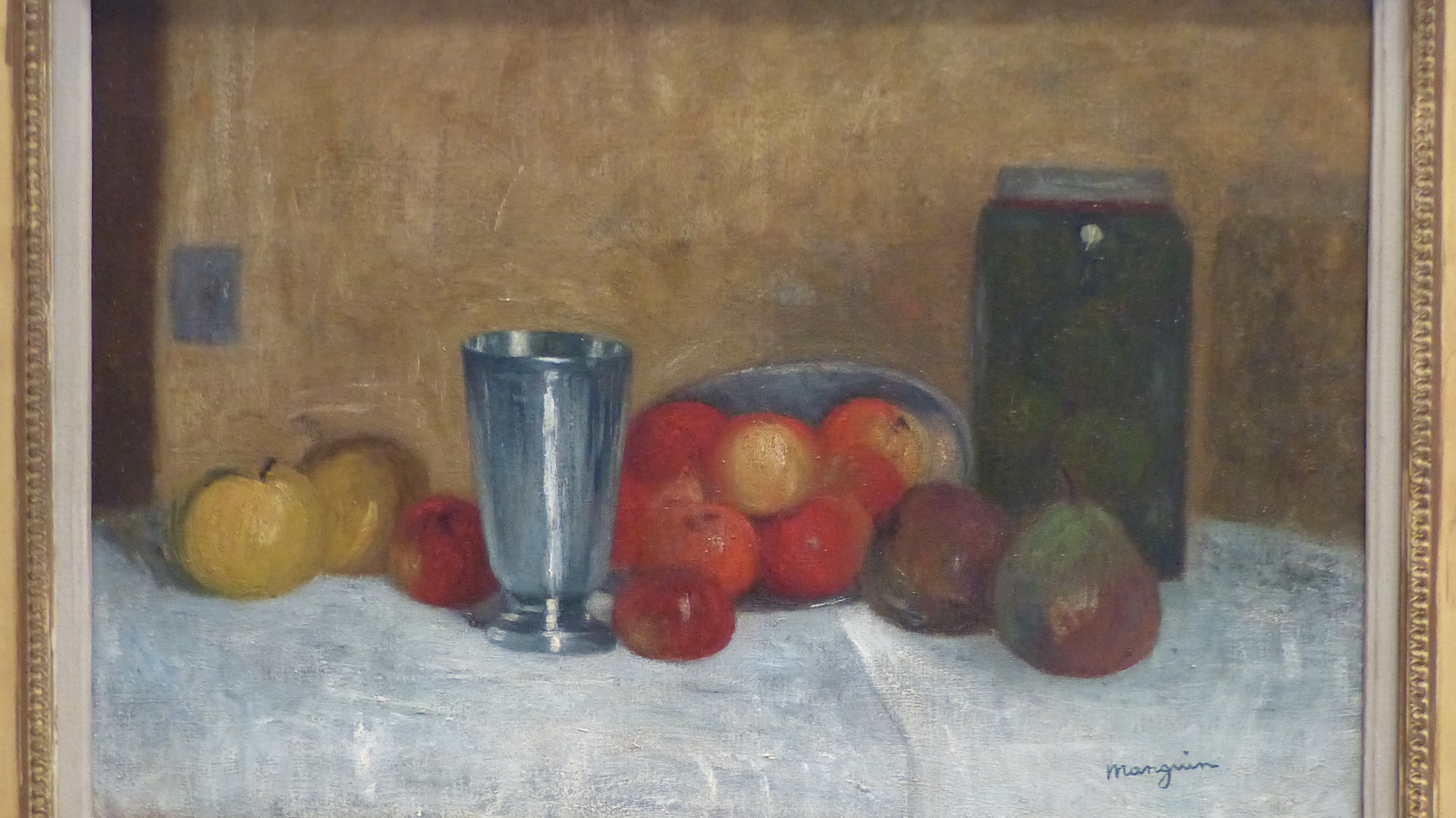
Nature morte au gobelet d'argent, Musée Calvet, Avignon

## Expositions monographiques
- « Manguin, la volupté de la couleur », du 14 juillet au 5 novembre 2017, Giverny, musée des impressionnismes[16].
- « Manguin, la volupté de la couleur », Lausanne, Fondation de l'Hermitage, du 22 juin au 28 octobre 2018[17].